# Brachypogon pseudoparaensis
Brachypogon pseudoparaensis är en tvåvingeart som beskrevs av Gustavo R. Spinelli och Eileen D. Grogan 1998. Brachypogon pseudoparaensis ingår i släktet Brachypogon och familjen svidknott. Inga underarter finns listade i Catalogue of Life.